# Atuphora stictica
Atuphora stictica är en insektsart som först beskrevs av Matsumura 1903.  Atuphora stictica ingår i släktet Atuphora och familjen spottstritar. Inga underarter finns listade i Catalogue of Life.